# Apolipoproteïna

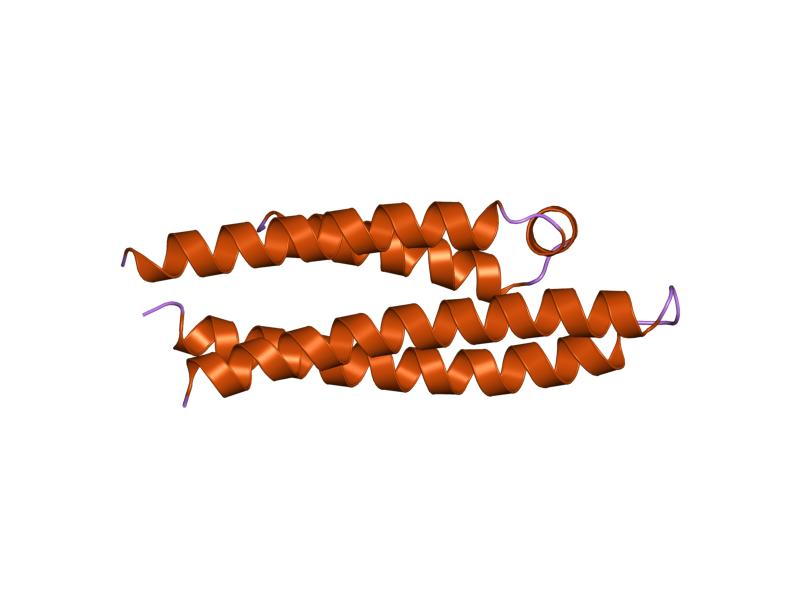
Estructura de l'apoe3

Les apolipoproteïnes són proteïnes que enllacen lípids (substàncies soluble en olis com el greix i el colesterol) per formar lipoproteïnes i transportar els lípids a través del sistema limfàtic i sistema circulatori.
Els components lípids de les lipoproteïnes no són solubles en aigua; però gràcies a les seves propietats amfipàtiques (com les dels detergents) ells i altres molècules amfipàtiques (com els fosfolípids) poden envoltar els lípids creant una partícula lipoproteica que sí que és soluble en aigua, i així poden ser transportats en la circulació basada en l'aigua (com la de la sang o la limfa).
A més d'estabilitzar l'estructura de la lipoproteïna i solubilitzar el component lipídic, les apolipoproteïnes interaccionen amb els receptors de lipoproteïnes i les proteïnes de transport de lípids, participant així en la captació i eliminació de lipoproteïnes. També serveixen com a cofactors enzimàtics per a enzims específics implicats en el metabolisme de les lipoproteïnes.

## Classes
Hi ha dos tipus principals. Les apolipoproteïnes B formen partícules de LDL ("el colesterol dolent"). Altres apolipoproteïnes formen partícules de HDL ("el colesterol bo"). La proporció de LDL respecte a HDL en sang s'utilitza per determinar el risc de malaltia vascular en pacients amb ateroesclerosi.

## Síntesi i regulació
La síntesi d'apolipoproteïna en l'intestí es regula principalment pel contingut de greix de la dieta.
La seva síntesi en el fetge la regulen molts factors, incloent la composició de la dieta, hormones (insulina, glucagon, tiroxina, estrògens, andrògens), ingestió d'alcohol, i diverses drogues (estatines, niacina, i àcid fíbric). Apo B és una apoproteïna integral mentre que les altres són apoproteïnes perifèriques.